# Klaus Fichtel
Klaus Fichtel (Castrop-Rauxel, 19 novembre 1944) è un ex calciatore tedesco, di ruolo difensore.

## Palmarès

### Club

#### Competizioni nazionali
- Coppa di Germania: 1

Schalke 04: 1971-1972

#### Competizioni internazionali
- Coppa Piano Karl Rappan: 1

Werder Brema: 1981